# كوبرا سايت
كوبرا سايت هي ممثلة هندية ولدت في 27 يوليو 1983.

## روابط خارجية
- كوبرا سايت على موقع IMDb (الإنجليزية)
- كوبرا سايت على موقع قاعدة بيانات الفيلم (الإنجليزية)